# Camille Claudel (film)
Camille Claudel is een Franse film van Bruno Nuytten die werd uitgebracht in 1988.
Het scenario is grotendeels gebaseerd op het werk Camille Claudel (1984) van Reine-Marie Paris, de achternicht van Camille Claudel en kleindochter van de schrijver Paul Claudel. Deze biopic is het regisseursdebuut van cameraman Bruno Nuytten. In 1989 behaalde de film 5 Césars.

## Verhaal
Camille Claudel is van kleins af aan gepassioneerd door het beeldhouwen. Ze heeft heel veel talent en ze wordt aangemoedigd door haar vader en haar jongere broer Paul. Ze heeft slechts één droom: als assistente te mogen werken van de vlug naam makende Auguste Rodin. In 1883, op 19-jarige leeftijd, wordt ze samen met haar vriendin Jessie door Rodin in zijn atelier toegelaten, eerst als zijn leerlingen. Rodin is onder de indruk van haar talent en haar vastberadenheid. 
Camille wordt algauw verliefd op haar 24 jaar oudere leermeester. Ze verafgoodt hem zodanig dat ze bereid is alles voor hem te doen. Zo werkt ze met hem samen aan de verwezenlijking van belangrijke bestellingen. Ze wordt zijn muze, dankzij haar krijgt hij weer inspiratie. Ze beleven een jarenlange hartstochtelijke, bewogen en artistiek gekleurde liefdesrelatie. 
Wanneer het Camille echter begint te dagen dat Rodin nooit Rose Beuret, zijn trouwe eerste geliefde, in de steek zal laten om met haar te trouwen, beginnen de moeilijkheden. Ze begint te twijfelen aan zichzelf als vrouw en aan de waarde van haar werk.  

## Rolverdeling
| Acteur              | Personage                                               |
| ------------------- | ------------------------------------------------------- |
| Isabelle Adjani     | Camille Claudel                                         |
| Gérard Depardieu    | Auguste Rodin                                           |
| Laurent Grévill     | Paul Claudel                                            |
| Alain Cuny          | Louis-Prosper Claudel, de vader van Camille en Paul     |
| Madeleine Robinson  | Louise-Athanaise Claudel, de moeder van Camille en Paul |
| Katrine Boorman     | Jessie Lipscomb                                         |
| Danièle Lebrun      | Rose Beuret, de levensgezellin van Rodin                |
| Aurelle Doazan      | Louise Claudel                                          |
| Madeleine Marie     | Victoire                                                |
| Maxime Leroux       | Claude Debussy                                          |
| Philippe Clévenot   | Eugène Blot                                             |
| Roger Planchon      | Morhardt                                                |
| Flaminio Corcos     | Schwob                                                  |
| Roch Leibovici      | P'tit Louis                                             |
| Gérard Darier       | Marcel                                                  |
| Jean-Pierre Sentier | Limet                                                   |
| Benoît Vergne       | Auguste Beuret                                          |
| Philippe Paimblanc  | Giganti                                                 |
| Hester Wilcox       | Adèle                                                   |
| Patrick Palmero     | de fotograaf                                            |
| Anne-Marie Pisani   | de zangeres                                             |
| François Berléand   | dokter Michaux                                          |
| Martin Berléand     | Robert                                                  |
| Claudine Delvaux    | de conciërge                                            |
| Lison Bonfils       | de bazin van het familiepension                         |
| Dany Simon          | mevrouw Morhardt                                        |
| Michel Beroff       | de pianist                                              |
| Eric Lorvoire       | Ferdinand de Massary                                    |
| François Revillard  | de deurwaarder                                          |